# Llengua de serp
La llengua de serp (Ophioglossum vulgatum) és una espècie de falguera de la família Ophioglossaceae, també coneguda com a llança de Crist o llagues de Crist.
Es tracta d'una planta medicinal amb interès com vulnerària i astringent. Al País Valencià es considera en perill d'extinció.

## Descripció
Es tracta d'una planta rizomatosa, amb un rizoma fibrós i curt, del qual emergeix una sola fulla, rarament dues, amb dos segments. El segment estèril és oval-lanceolat, amb nervació reticulada; el fèrtil, oposat a l'estèril, posseeix esporangis disposats en forma d'espiga, oposats entre si. Els esporangis posseeixen dos valves que faciliten la seva obertura.

## Distribució i hàbitat
Creix en gairebé tot l'Hemisferi Nord: nord d'Amèrica, nord d'Àsia, Europa i nord d'Àfrica; també a Àfrica del Sud. En la península Ibèrica es troba en els Pirineus, Monts Universals, serra de Gredos i fins i tot en les muntanyes bètiques.
L'espècie és pròpia de terrenys enaiguats: prats, herbassars, sempre sobre sòls hidromorfs.